# Озерки (Крым)
Озерки́ (до 1948 года Бары́н Тата́рский; укр.  Озерки, крымскотат. Tatar Barın, Татар Барын) — село в Джанкойском районе Республики Крым, входит в состав Стальненского сельского поселения (согласно административно-территориальному делению Украины — Стальненского сельского совета Автономной Республики Крым).

## Население
| 2001 | 2014 |
| ---- | ---- |
| 474  | ↘321 |

Всеукраинская перепись 2001 года показала следующее распределение по носителям языка
| Язык             | Процент |
| ---------------- | ------- |
| русский          | 74,89   |
| крымскотатарский | 17,09   |
| украинский       | 7,81    |

### Динамика численности
| - 1805 год — 140 чел. - 1864 год — 30 чел. - 1889 год — 80 чел. - 1897 год — 495 чел. - 1900 год — 229 чел. - 1915 год — 137/0 чел. | - 1926 год — 153 чел. - 1939 год — 219 чел. - 1989 год — 464 чел. - 2001 год — 474 чел. - 2009 год — 442 чел. - 2014 год — 321 чел. |

## Современное состояние
На 2017 год в Озерках числится 5 улиц и 2 переулка; на 2009 год, по данным сельсовета, село занимало площадь 132,2 гектара на которой, в 125 дворах, проживало 442 человека.

## География
Озерки — село в восточной части района, в степном Крыму, на левом берегу реки Стальная, высота центра села над уровнем моря — 8 м. Соседние сёла: Стальное на противоположном берегу реки и Смежное в 2 км на север. Расстояние до райцентра — около 15 километров (по шоссе), там же ближайшая железнодорожная станция. Транспортное сообщение осуществляется по региональной автодороге 35Н-180 Победное — Славянское (по украинской классификации — С-0-10456).

## История
Первое документальное упоминание села встречается в Камеральном Описании Крыма… 1784 года, судя по которому, в последний период Крымского ханства Барон входил в Дип Чонгарский кадылык Карасубазарского каймаканства.
После присоединения Крыма к России (8) 19 апреля 1783 года, (8) 19 февраля 1784 года, именным указом Екатерины II сенату, на территории бывшего Крымского Ханства была образована Таврическая область и деревня была приписана к Перекопскому уезду. После Павловских реформ, с 1796 по 1802 год, входила в Перекопский уезд Новороссийской губернии. По новому административному делению, после создания 8 (20) октября 1802 года Таврической губернии, Барын был включён в состав Биюк-Тузакчинской волости Перекопского уезда.
По Ведомости о всех селениях в Перекопском уезде состоящих с показанием в которой волости сколько числом дворов и душ… от 21 октября 1805 года, в деревне Барин числилось 14 дворов, 103 крымских татар, 9 ясыров и 28 цыган. На военно-топографической карте генерал-майора Мухина 1817 года деревня Барын обозначена с 13 дворами. После реформы волостного деления 1829 года Барын, согласно «Ведомости о казённых волостях Таврической губернии 1829 года», остался в составе Тузакчинской волости. На карте 1836 года в деревне 16 дворов. Затем, видимо, в результате эмиграции крымских татар, деревня заметно опустела и на карте 1842 года Барын обозначен условным знаком «малая деревня», то есть, менее 5 дворов.
В 1860-х годах, после земской реформы Александра II, деревню приписали к Владиславской волости. В «Списке населённых мест Таврической губернии по сведениям 1864 года», составленном по результатам VIII ревизии 1864 года, Барын — владельческая татарская деревня с 10 дворами и 30 жителями при колодцах. По обследованиям профессора А. Н. Козловского начала 1860-х годов, в селении имелась «мелкая пресная вода» в колодцах глубиной 1 сажень (2 м). На трехверстовой карте Шуберта 1865—1876 года в деревне Барын отмечены 12 дворов. К 1886 году Владиславская волость была упразднена и в «Памятной книге Таврической губернии 1889 года», по результатам Х ревизии 1887 года, записан Барын татарский Байгончекской волости, с 18 дворами и 80 жителями.
После земской реформы 1890 года отнесли к Ак-Шеихской волости. В «…Памятной книжке Таврической губернии на 1892 год» Барын не отмечен. По Всероссийской переписи 1897 года в деревне Барын числилось 495 человек, из них 273 немца, 98 православных и 96 крымских татар, а по «…Памятной книжке Таврической губернии на 1900 год» в деревне Барин числилось 229 жителей в 45 дворах (возможно, это был Барын немецкий). По Статистическому справочнику Таврической губернии. Ч.II-я. Статистический очерк, выпуск пятый Перекопский уезд, 1915 год, в деревне Барын (татарский, вакуф) Ак-Шеихской волости Перекопского уезда числилось 14 дворов (все дворы с землёй) с татарским населением в количестве 137 человек приписных жителей, из которых 78 мужчин и 59 женщин. Жители владели 300 десятинами удобной земли. В хозяйствах имелось 32 лошади, 12 коров и 65 голов мелкого скота.
После установления в Крыму Советской власти, по постановлению Крымревкома от 8 января 1921 года № 206 «Об изменении административных границ» была упразднена волостная система и в составе Джанкойского уезда (преобразованного из Перекопского) был создан Джанкойский район. В 1922 году уезды преобразовали в округа. 11 октября 1923 года, согласно постановлению ВЦИК, в административное деление Крымской АССР были внесены изменения, в результате которых округа были ликвидированы, основной административной единицей стал Джанкойский район и село включили в его состав. Согласно Списку населённых пунктов Крымской АССР по Всесоюзной переписи 17 декабря 1926 года, в селе Барын (татарский), Барынского (немецкого) сельсовета Джанкойского района, числилось 30 дворов, из них 29 крестьянских, население составляло 153 человека, все татары, действовала татарская школа. После образования в 1935 году Колайского района село включили в его состав. По данным всесоюзной переписи населения 1939 года в селе проживало 219 человек.
В 1944 году, после освобождения Крыма от фашистов, согласно постановлению ГКО № 5859 от 11 мая 1944 года, 18 мая крымские татары были депортированы в Среднюю Азию. После освобождения Крыма от фашистов в апреле, 12 августа 1944 года было принято постановление № ГОКО-6372с «О переселении колхозников в районы Крыма» и в сентябре 1944 года в район приехали первые новоселы (162 семьи) из Житомирской области, а в начале 1950-х годов последовала вторая волна переселенцев из различных областей Украины. С 25 июня 1946 года Барын в составе Крымской области РСФСР.
Указом Президиума Верховного Совета РСФСР от 18 мая 1948 года, Барын татарский переименовали в Озерки. 26 апреля 1954 года Крымская область была передана из состава РСФСР в состав УССР. На 15 июня 1960 года Озерки в составе Просторненского сельсовета.
Указом Президиума Верховного Совета УССР «Об укрупнении сельских районов Крымской области», от 30 декабря 1962 года Азовский район был упразднён и село присоединили к Джанкойскому. С 8 февраля 1973 года — в составе Стальненского сельсовета. По данным переписи 1989 года в селе проживало 464 человек. С 12 февраля 1991 года село в восстановленной Крымской АССР, 26 февраля 1992 года переименованной в Автономную Республику Крым. С 21 марта 2014 года в составе Крыма аннексировано Россией.